# جزر تالاود
جزر تالاود (بالإندونيسية: Kepulauan Talaud) هي مجموعة من الجزر تقع إلى الشمال من جزيرة سولاوسي في إندونيسيا وإلى الشمال الشرقي من جزر سينغيه. جزر تالاود هي أيضا منطقة شمال شرق إندونيسيا، على الحدود مع منطقة دافاو ديل سور في الفلبين.

## التقسيم الإداري
الجزر هي منطقة تتبع مقاطعة سولاوسي الشمالية.
أكبر جزر مجموعة هي
- جزيرة كيراكيلانغ [الإنجليزية]
- جزيرة ساليبابو
- جزيرة كاباروان
- جزيرة نانوسا
- جزيرة ميانغاس [الإنجليزية]

## السكان
عدد سكان الجزيرة هو 83441 نسمة وفقاً لتعداد عام 2010.
تمثل مجموعة جزر تالاود وجزر سينغيه أرخبيلاً مكوناً من 77 جزيرة، منها 56 مأهولة. وكان مجموع سكان الجزر في عام 2010 هو 209574 نسمة.
يعمل معظم السكان بالزراعة، وتشمل زراعة جوز الهند والفانيليا وجوزة الطيب والقرنفل. البراكين تنتج كمية جيدة من التربة البركانية الخصبة جداً في كثير من الجزر.
مركز جزر تالاود هي مدينة ميلونغوان.
كلا من جزر سينغيه وجزر تالاود تمتلك مهابط للطائرات الصغيرة التي تخدمها شركة طيران ميرباتي نوسانتارا (Merpati Nusantara Airlines) مرة واحدة في الأسبوع.
المنطقة تتعرض لهزات أرضية وزلازل بصورة منتظمة بسبب وقوعها عن صفيحة بحر الملوك.
المنطقة فقيرة اقتصادياً، وقد وافقت الحكومة المركزية على إنشاء طريق طوله 91 كم بميزانية مقدارها 14 مليار روبية إندونيسية.